# 田中崇裕
田中 崇裕（たなか たかひろ、1967年5月12日 - ）は、NHKのシニアアナウンサー。

## 人物
千葉県生まれの愛知県出身。愛知県立千種高等学校を経て、早稲田大学政治経済学部を卒業後、1990年入局。主にスポーツ実況の現場で活躍していた。オリンピックの実況やプロ野球実況、2010年の夏の甲子園のテレビの決勝戦の実況を担当した経験を持つ。岐阜局に異動してからは、報道分野に転身している。

## 挿話・嗜好
- スポーツアナウンサーの第一人者として活躍してきて、2004年以降、オリンピックのジャパンコンソーシアム実況メンバーに名前を連ねている。特にマラソン、駅伝、水泳、アイスホッケー、スキージャンプ中継において、前後のタイム差、残り時間、ポイント差などのデータを的確に織り込む実況を行うことで有名。どの競技においても、高いレベルの実況を担当することが特徴である。
- 趣味は写真撮影、バイクなど。
- 2017年6月、NHK岐阜放送局に異動しその後さらに神戸放送局に異動、岐阜局に着任以降、かつてのスポーツアナウンサーから一転して、報道をメインで担当するようになっている。現時点でプロ野球中継などのスポーツ中継を担当したのは2017年が最後である。
- 好きな食べ物は酢の物。

## 同期のアナウンサー
辻智太郎・田中学・高谷智泰・和田哲・武田真一ほか

## 出演・担当業務
G-Media時代
- アテネオリンピック（男子マラソン、ラジオ第1放送）
- トリノオリンピック（アイスホッケー男子決勝、スキージャンプノーマルヒル）
- 北京オリンピック（競泳、男子マラソン（ラジオ第1放送）他）
- 箱根駅伝（ラジオ第1放送）

岐阜放送局時代
- まるっと!ぎふ（編集責任、望月豊・岡崎太希のキャスター代行など）
- アナウンス統括
- 岐阜局制作番組の編責

神戸放送局時代
- Live Love ひょうご（編集責任、キャスター（隔週））
- 兵庫ニュース845（不定期）
- 関西発ラジオ深夜便（2023年3月17日から18日）
- アナウンスグループ統括

大津放送局時代
- おうみ発630 - 編集責任者、キャスター代行など
- おうみ845 - キャスター
- ぐるっと関西おひるまえ - 大津（編集責任者）
- アナウンスグループ統括

## モータースポーツ実況
1998年、NHKがBS1でMotoGPの放送を始めるにあたり、全局規模で実況アナウンサーが募集された際これに応募して担当となった。
当初は中継ノウハウの蓄積不足から来る実況ミスが指摘されていたものの、まもなくその独自の情報収集力や競技の魅力を引き立てる裏方に徹した番組進行を行い、やがてはレース中に転倒したライダーはもちろんのこと、開発中のマシンやライディング技術のちょっとした違いまで瞬時に見抜き、リアルタイムの順位やタイム差、パーツの特徴、ライン取りや挙動の変化に至るまで的確に伝えるその実況技術を見せるようになっていた。
田中アナ自身は学生時代スポーツランドSUGOまでレースを観戦しに行き、帰宅してからNHK合格の連絡を初めて知ったというほどのモータースポーツファンであり、二輪免許も所持している。